# 和克斯柏立島
和克斯柏立岛（英語：Hawkesbury Island）是一个位于加拿大不列颠哥伦比亚省的岛屿。和克斯柏立岛长43千米，最宽处19千米，面积412平方千米。
和克斯柏立岛名字的来源是贸易委员会主席查尔斯·詹金逊的爵位——霍克斯伯里男爵。